# Distretto di Ostrów Mazowiecka
Il distretto di Ostrów Mazowiecka (in polacco powiat ostrowski) è un distretto polacco appartenente al voivodato della Masovia.

## Geografia antropica

### Suddivisioni amministrative
Il distretto comprende 11 comuni.
- Comuni urbani: Ostrów Mazowiecka
- Comuni urbano-rurali: Brok
- Comuni rurali: Andrzejewo, Boguty-Pianki, Małkinia Górna, Nur, Ostrów Mazowiecka, Stary Lubotyń, Szulborze Wielkie, Wąsewo, Zaręby Kościelne